# 我
仏教用語の我（が）とは、サンスクリット語のアートマン（Ātman）に由来する概念。我については、仏教とヒンドゥー教で最も見解の異なる点の一つである。
ヒンドゥー教では世俗的な我意識のみを否定してニラートマン(nirātman、無我)といい、自我意識（ahaṅkāra）のない純粋な実体としての真我(paramātman)を否定しないが、仏教は、永遠に存続し、自主独立して存在し、中心的な所有主として、コントロール・支配能力を持つ我の存在、すなわち常一主宰（じょういつしゅさい）な我を否定して無我説を立てた。
また我見（がけん, atta-diṭṭh）とは、自分は単なる五蘊の集合体であるにも拘らず、我（アートマン）が存在しているという誤った見解（Ditti）のこと。しばしば有身見と同一視される。有部の阿毘達磨大毘婆沙論では「五は我見なり、謂はく等しく隨って色は是れ我なり、受想行識は是れ我なりと觀ず」と記載されている。

## 初期仏教
初期仏教における我は、諸法無我と表記され、ここでの我は形而上学的な自己を意味するとピーター・ハーヴェイは述べている。この概念は、仏教以前のヒンドゥー教のウパニシャッドを参照しており、それによれば人は低次の自己（無常の身体・人格）および、高次の大いなる自己（真の永久的な自己・魂・アートマン・我）を持つと見なされている。
初期の仏教文献は、ウパニシャッドにおける「自己」と「我」の概念の妥当性を探り、すべての生物は無常の自己を持っているが、本当の高次の自己は存在しないと主張している。経蔵においては、生物の実質的な絶対性または本質であるアートマンと呼ばれるものの存在を否定しており、これは仏教をバラモン教（ヒンドゥー教の原型）の伝統と区別する考え方である。
阿含の仏教は、次の4つの有我説を否定した。
1. 「五蘊が我である」 - 人間の個体全体が我であるという見解。我見。
2. 「我は五蘊を有す」 - 個体の内にあって、その中心生命となるものが我であるという見解。我所見。
3. 「我中に五蘊がある」 - 宇宙原理が我であるという見解。我所見。
4. 「五蘊中に我がある」 - 存在要素がそれぞれに固有な性質（自性）をもっているという見解。我所見。

## 部派仏教
部派仏教では種々な解釈がなされた。
説一切有部では、個体の中心生命としての我（人我）を否定したが、存在の構成要素の実体としての自性（法我）は常に実在するとした。この見解を二種我見という。
犢子部や正量部は、非即非離蘊の我という我が存在するとした。経量部には勝義補特加羅の説がある。

## 大乗仏教
大乗仏教では、個体としての我（人我）だけでなく、存在を構成している要素の実体（法我）をも否定して人法二無我を説き、全てのものが無自性であるとする。
部派仏教における究極的な涅槃は、全てのものが無常・苦・無我で不浄であると悟って煩悩を滅し尽くした境地であるとされたが、大乗仏教では、全てのものがもともと空であることを悟った涅槃の境地は絶対的な自由の境地であり、常・楽・我・浄の徳をもつとする。ここにおける我は、凡夫の考える小我と区別され大我や真我といわれる。

### 龍樹
龍樹は大智度論にて、
と問い、
と述べている。

## 日常用語・慣用句
一人称
日常会話で使われる範囲では、日本語の一人称の一つであるが、フィクションや成句以外で使われることは滅多にない。ただし、関西地方など、一人称を二人称に転用する時に使われる場合がある（例：ワレは～）。また、自己主張、我儘などを指して「我（が）の強い人間」という表現もある。普通話では /wŏ/ と読み、広東語では /ngo5/ と読む。
天上天下唯我独尊　
天の上にも下にも尊い者は自分一人である、という言葉。仏陀が生まれた時、両手の親指でそれぞれ天地をさしてこれを表していたという伝説がある。現代では、極端なナルシズムやエゴイズムを批判して使われることが多い。
我思う、故に我あり
デカルトの言葉。懐疑論によってあらゆる事象の根拠が揺らいだとしても、自分が思考しているという事実は思考によって否定されえず、ゆえに自分の存在も否定されえない確かな物である、という意味。
和歌・俳句
我こそは新島守よ隠岐の海の荒き波風心して吹け : 後鳥羽天皇
我のみやあはれと思はん蛬なくゆふかげのやまとなでしこ : 素性法師『寛平御時后宮歌合』
吾はもや安見児得たりみな人の得がてにすとふ安見児得たり : 藤原鎌足
われを思ふ人を思はぬむくいにやわが思ふ人の我を思はぬ : 『古今和歌集』（読み人知らず）
我と来て遊べや親のない雀 : 小林一茶
古語
自称の代名詞のほか、対等または目下の者や、相手を卑しめて使用する。